# Сенегал на летних Олимпийских играх 1976
Сенегал принимал участие в Летних Олимпийских играх 1976 года в Монреале (Канада) в четвёртый раз за свою историю, но не завоевал ни одной медали. Сборную страны представляли 2 женщины. Сенегал и Кот-д’Ивуар были единственными двумя африканскими странами, принимавшими участие в играх. Другие африканские страны решили бойкотировать игры в знак протеста против решения МОК разрешить Новой Зеландии участвовать в соревнованиях.

## Результаты соревнований

### Лёгкая атлетика
Эстафета 4×100 метров среди мужчин
- Кристиан Доросарио[англ.], Момар Ндао[англ.], Барка Сай[англ.], и Адама Фолл[англ.].

- Предварительный раунд — 40.40
- Полуфинал — 40.37 (→ не прошёл)

Прыжки в длину у мужчин
- Папа Ибрагима Ба[англ.]

- Квалификация — 6.96 м (→ не прошёл)

Метание диска у мужчин
- Ибрагима Гуйе[англ.]

- Квалификация — 52.82 м (→ не прошёл)